# 롤링 스톤스
롤링 스톤스(The Rolling Stones)는 1962년 런던에서 결성된 영국의 록 밴드이다. 60년이 넘는 활동 기간을 가지며 록 음악 시대에서 가장 인기 있고 꾸준히 활동하는 밴드 중 하나이다.
1960년대 초반에는 하드 록을 정의하기 위해 이전보다 더욱 무거운 사운드를 개척해 내었으며, 당시의 라인업은 보컬리스트 믹 재거, 멀티 인스트루멘털리스트 브라이언 존스, 기타리스트 키스 리처즈, 베이시스트 빌 와이먼, 드러머 찰리 와츠였다. 초기에 리더였던 존스는 밴드를 결성하는데 주도적인 역할을 하였고 롤링 스톤스라는 이름을 만들었으며, 밴드의 사운드와 이미지를 만들어냈다. 1963년 앤드류 루그 올덤이 밴드의 매니저가 된 후 올덤은 밴드가 스스로 노래를 만들게끔 하였다. 이때 재거와 리처즈는 창작 활동이 힘들 정도로 약물에 취한 존스를 제외시키며 밴드의 작곡을 맡게 되었다.
블루스와 초기 로큰롤 음악에 뿌리를 둔 롤링 스톤스는 처음엔 커버곡을 연주하면서 1964년 브리티시 인베이전과 젊고 반항적인 1960년대 반문화의 선두 자리에 위치하였다. 그리고는 자작곡 〈(I Can't Get No) Satisfaction〉, 〈Get Off of My Cloud〉, 〈Paint It Black〉 등으로 세계적인 인기를 끌며 더 큰 성공을 마주하게 되었다. 이 시기 밴드의 자작곡만 실린 첫 정규 음반 《Aftermath》(1966)는 당시 시기의 롤링 스톤스의 음반 중 가장 중요한 음반으로 꼽힌다. 1967년에는 더블 A-사이드 〈Ruby Tuesday〉/〈Let's Spend the Night Together〉의 히트와 《Their Satanic Majesties Request》에서의 사이키델릭 록 실험이 병행되었다. 이후 〈Jumpin' Jack Flash〉와 〈Honky Tonk Women〉 그리고 〈Sympathy for the Devil〉이 수록된 《Beggars Banquet》, 〈You Can't Always Get What You Want〉와 〈Gimme Shelter〉가 수록된 《Let It Bleed》 등을 발매하며 초기 음악 스타일로의 회귀를 보여주었다. 이중 《Let It Bleed》는 영국에서 연속 다섯 번의 차트 1위를 달성하는 기록의 첫 음반이었다.
존스는 사망하기 직전인 1969년 밴드에서 떠났으며, 그 자리는 믹 테일러가 대체하였다. 또한 같은 해에는 "세상에서 가장 위대한 로큰롤 밴드"라는 수식어를 얻었다. 〈Brown Sugar〉가 실린 음반이나 미국 내 8연속 1위 차트 음반의 출발점인 1971년 작 《Sticky Fingers》부터는 밴드의 유명한 혀 내민 입술 로고를 사용하기 시작하였다. 〈Tumbling Dice〉가 수록된 《Exile on Main St.》와 〈Angie〉가 수록된 《Goats Head Soup》 또한 많은 판매고를 기록하였다. 이때 테일러는 1974년 로니 우드로 대체된다. 구성원의 변동에도 밴드는 〈Miss You〉가 실린 《Some Girls》, 〈Start Me Up〉이 실린 《Tattoo You》로 상업적인 성공을 이어나갔다. 1989년에 공개된 《Steel Wheels》는 밴드의 위상을 이전으로 회복시켜준 음반으로 여겨지며, 이는 1994년에 발매되어 세계적으로 많은 차트에서 1위를 차지한 《Voodoo Lounge》까지 이어진다. 두 음반 모두 스타디움 및 아레나 투어가 뒤따랐으며 2007년까지는 세계에서 가장 높은 수익을 올린 콘서트 투어 5개 중 4개가 롤링 스톤스가 개최한 것이었다. 1993년 와이먼이 탈퇴한 후부터 2021년 와츠가 사망할 때까지 밴드는 4명의 멤버로 계속해서 활동하였으며, 투어나 대부분의 스튜디오 녹음에선 대릴 존스가 참여하였다. 2016년 《Blue & Lonesome》은 밴드의 12번째 영국 음반 차트 1위 음반이 되었다.
롤링 스톤스의 예상 음반 판매량은 2억 장으로 세계에서 가장 많은 음반을 판 음악가 중 하나이다. 또한 3번의 그래미상 및 그래미 평생 공로상을 수상하였다. 1989년에는 로큰롤 명예의 전당에, 2004년에는 영국 음악 명예의 전당에 헌액되었다. 2019년 빌보드가 미국 차트에서의 성공을 기준으로 매겨서 발표한 "역대 최고의 음악가" 목록에 롤링 스톤스는 2위에 이름을 올렸으며, 2010년 롤링 스톤이 선정한 역사상 가장 위대한 아티스트 100명에서는 4위를 차지하였다.

## 역사

### 초기
1950년대 초 키스 리처즈와 믹 재거는 소꿉 친구였으며 서로의 가족이 이사하기 전까지 다트포드 웬트워스 초등학교에서 급우였다. 1960년 시드컵 예술 대학의 학생이었던 리처즈와 런던 정치경제대학교의 학생이었던 재거는 다트포드 역에서 재회한다. 재거가 소유하고 있던 척 베리와 머디 워터스 음반이 계기가 되어 우정이 부활, 딕 테일러를 추가 영입한 밴드 리틀 보이 블루 앤 더 블루 보이즈의 결성으로 이어진다. 이 세 명은 얼링 재즈 클럽에서 알렉시스 코너의 블루스 코퍼레이티드 무대에 게스트로 출연하던 브라이언 존스의 슬라이드 기타를 목격하고 충격을 받는다. 블루스 코퍼레이티드는 나중에 롤링 스톤스의 구성원이 될 이언 스튜어트와 찰리 와츠도 참여했다.
이언은 연습 장소를 찾아 브라이언과 함께 가입하고 밴드는 시카고 블루스를 연주하기 시작했다. 이름도 결정하지 않은 밴드는 재거의 강요로 합류한 리처즈와 함께 첫 리허설을 한다. 리허설에는 기타리스트 제프 브래드퍼드와 보컬리스트 브라이언 나이트도 참가했지만 두 사람은 믹과 키스가 좋아하는 척 베리, 보 디들리의 곡을 연주하는 것에 반발하여 밴드 가입을 거부했다. 1962년 6월의 라인업은 재거, 브라이언, 리처즈, 스튜어트, 테일러, 그리고 드러머 토니 채프먼였다. 키스의 말에 의하면, 브라이언이 《재즈 뉴스》에 전화를 거는 사이에 밴드 이름을 결정했다고 한다. 밴드의 이름을 물었을 때, 브라이언은 바닥에 있던 머디 워터스의 음반을 보고, 그 중 한 곡인 〈Rollin' Stone〉을 밴드명으로 정한다.

### 1962-1964
1962년 7월 12일 밴드 이름을 그대로 더 롤린 스톤스(The Rollin' Stones)로 하여 마키 클럽에서 〈Kansas City〉, 〈Bad Boy〉 등 18곡을 선보이며 첫 공연을 가졌다. 재거는 당시의 공연에 대해, "청중은 밤을 새며 놀고 있는 대학생들이었다"며 "그들은 특별히 감정을 표출하지는 않았지만 (우리의) 진가를 알아봤다"고 말했다. 라인업은 믹, 키스, 브라이언, 엘모 루이스 (기타), 이언 (피아노), 베이스에 딕, 드러머에 믹 에이보리 (이후 킹크스에 가입)였다. 브라이언과 이언은 시카고 블루스를 연주하고 싶어했지만, 믹과 키스가 좋아하는 척 베리, 보 디들리 연주에도 동의했다. 빌 와이먼은 1962년 12월에 가입했고, 찰리 와츠는 다음달 1963년 1월에 설득되어 가입하여 리듬 섹션이 완성된다. 빌이 멤버로 들어가게 된 이유에 대해서 "당시 대출력의 베이스 앰프를 소유하고 있었기 때문"이라며 다른 멤버의 농담 섞인 인터뷰가 있었다. 당시 매니저였던 조르지오 고메루스키는 크로우 대디 클럽의 일요일 오후 무대에 고정시켰다.
1963년 4월 앤드류 루그 올덤이 그룹의 매니저가 되었고, 그해 5월 이언 스튜어트가 팀에서 탈퇴했다. 1963년 6월, 그룹은 미국의 로큰롤 뮤지션 척 베리의 곡을 리메이크한 데뷔 싱글 〈Come On〉을 발표했다. 데뷔 당시 비틀즈 흉내를 내다가 참패를 맛본 그들은 매니저 앤드류 루그 올덤의 권고에 따라 곧바로 정반대 이미지로 차별화하여 재도전을 단행했다. 이때부터 그들의 트레이드마크는 불량, 퇴폐, 반항, 비행, 섹스 그리고 말썽과 같은 하위문화가 되었다.

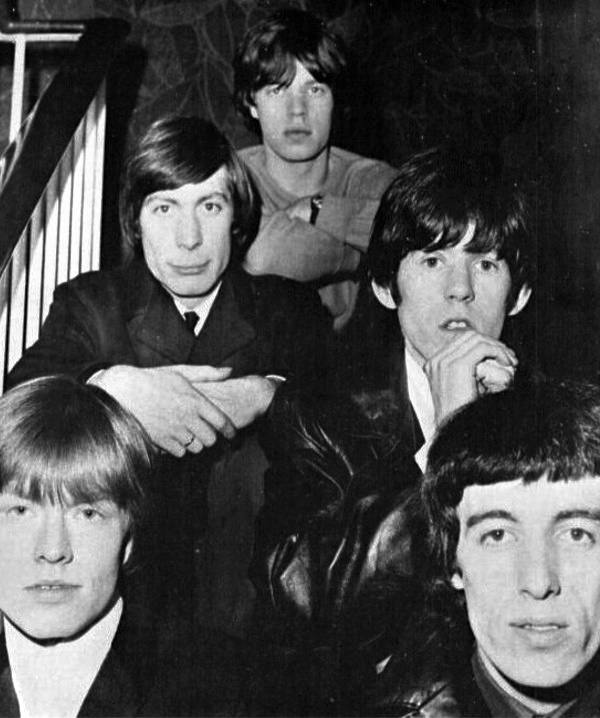
1965년 롤링 스톤스 북미 투어 광고물

1964년 2월 7일, 비틀즈의 주도로 브리티시 인베이전이 시작되었고, 6월에 롤링 스톤스도 편승했다. 1964년 영국에서는 《The Rolling Stones》, 미국에서는 《England's Newest Hit Makers》라는 제목으로 데뷔 음반을 발표했다. 롤링 스톤스는 비틀즈처럼 미국에서 히트한 곡 없이 무작정 미국으로 진출하여 무모하게도 보인 미국 진출이었지만, 2집에 수록된 〈Time Is On My Side〉가 빌보드 싱글 차트 6위에 오르면서 주목을 받게 되고, 1965년 공개된 앨범 《Out Of Our Heads》에 수록된 〈(I Can’t Get No) Satisfaction〉이 빌보드 싱글 차트 1위에 올랐다.
1966년, 발표한 《Aftermath》는 믹과 키스의 곡으로만 채워진 앨범으로 그들이 1960년대에 발표한 것 중 최고라는 평가를 받았다. 브라이언 존스가 시타르를 연주한 〈Paint It Black〉은 큰 인기를 끌었고, 악동 이미지를 굳힌 〈Under My Thumb〉도 많은 주목을 받았다.

### 1968–1972
1967년, 재거와 리처즈가 마약 불법 소지 사건으로 무거운 형량을 선고 받고, 이어 브라이언 존스도 런던 아파트에서 같은 혐의로 체포되었다. 《타임스》는 이에 대해 "누가 바퀴로 나비를 찢어 죽이나?"라는 비호 기사를 개재했다. 1968년, 《Beggars Banquet》를 발표했다. 밴드가 발표한 최고의 곡 중 하나인 〈Sympathy For The Devil〉, 반항적인 이미지에 어울리는 〈Street Fighting Man〉을 수록한 앨범은 완벽하다는 평가를 받았다.
1969년, 브라이언 존스의 탈퇴로 밴드는 큰 위기를 맞았다. 그는 거의 모든 악기를 다룰 수 있을 만큼의 천재적인 능력 가진 사람이었으나, 술과 약물에 찌든 일상을 반복해 보냈고 이기적인 성향 탓에 멤버들과 불화가 잦았다. 결국 밴드가 절정의 인기를 구가하던 1960년대 후반에는 탈퇴나 다름없는 존재였고 공식적으로 밴드를 떠난 지 한 달이 지난 1969년 7월 3일, 27세의 나이로 자택 수영장에서 익사체로 발견된다. 이에 밴드는 그의 죽음을 애도하며 하이드 파크에서 무료 콘서트를 개최했다. 그들은 브라이언 존스의 후임으로 믹 테일러를 영입했다. 이후 발표한 싱글 〈Honky Tonk Women〉은 영국과 미국 차트 1위에 올랐다. 〈Gimme Shelter〉, 〈You Can't Always Get What You Want〉가 수록된 《Let It Bleed》(1969)도 음악적으로 호평을 받았다.
1969년 12월 6일, 롤링 스톤스가 캘리포니아주 앨터몬트 고속도로에서 무료로 연 공연을 보기 위해 30만 명의 인파가 몰려 아수라장이 되었고, 흥분한 관중 가운데 흑인 청년이 경호팀 헬스엔젤스가 휘두른 흉기에 찔려 사망하는 사건이 발생한다. 후에 흑인 청년이 총기를 사용하려 했다는 증거가 나오기는 했지만 이 사건으로 미국에서 추방을 당했다. '알타몬트의 비극'으로 불리는 이 사건은 '사랑과 평화'로 대변되는 히피 시대의 막을 내리는 결과를 초래했다. 이 때문에 큰 충격을 받은 밴드는 사건 당시에 연주하고 있던 〈Sympathy For The Devil〉을 무대에서 한동안 연주하지 않았다.
1970년 자신들의 레이블 롤링 스톤스 레코드를 설립한 후, 잠시 휴식기를 보낸 밴드는 1971년, 평단으로부터 "밴드 최고의 앨범"이라는 찬사를 받은 《Sticky Fingers》를 직접 설립한 레이블에서 발표했다. 1972년에 발표한 《Exile On Main St.》는 18곡을 수록한 더블 앨범으로 음악적 정점을 찍었다는 평가를 받았다.

### 1973–현재

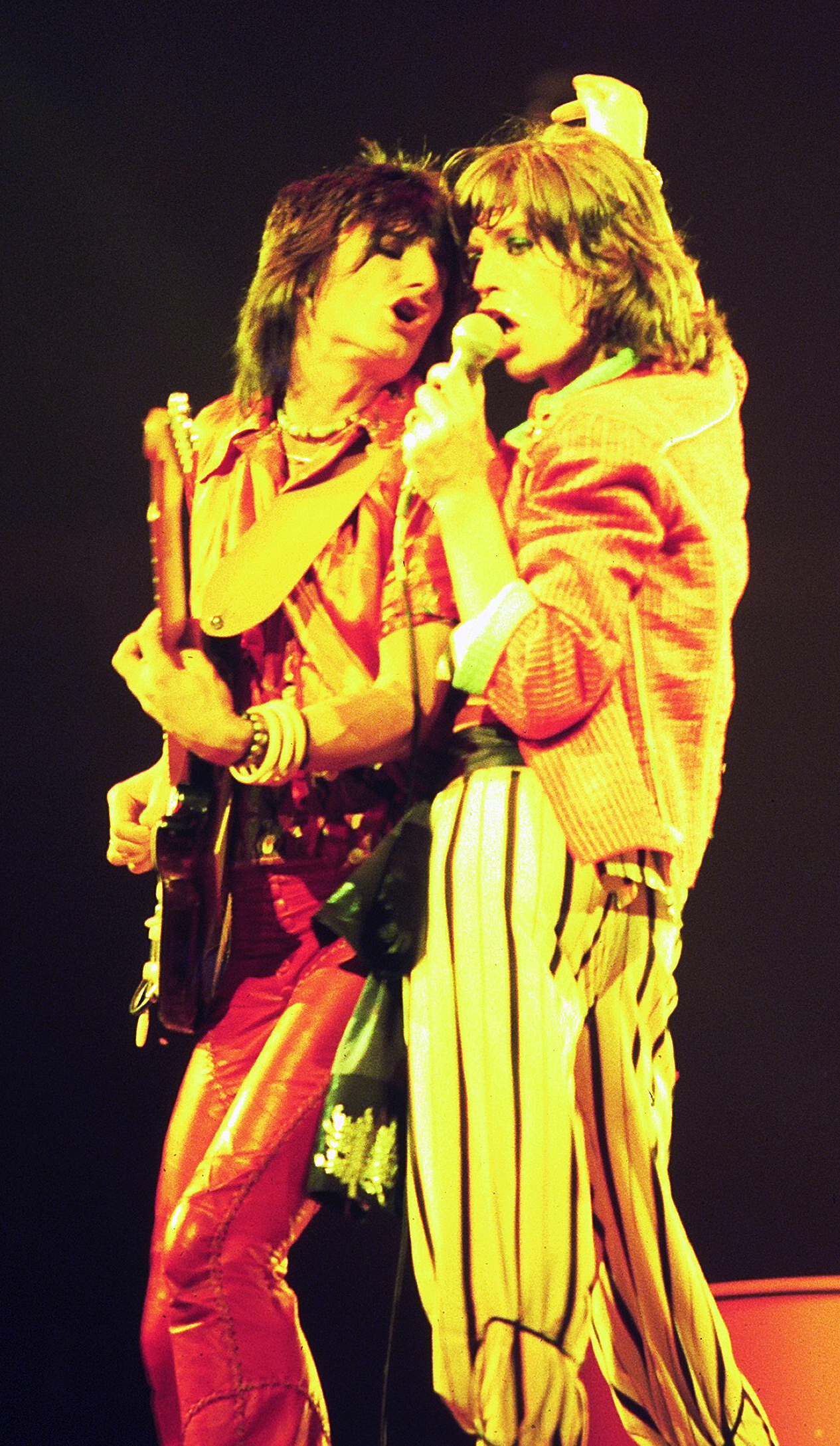
1975년 시카고에서의 로니 우드(좌), 재거(우)

1974년 믹 테일러의 탈퇴 후, 영국 록 그룹 페이시스 출신의 기타 연주자 로니 우드를 영입했다.
1978년에 발표한 《Some Girls》는 디스코 영향권에서 최상의 결과를 만들어낸 걸작으로 〈Miss You〉, 〈Beast Of Burden〉이 히트했다. 미국에서만 600만 장 이상 판매된 앨범은 영국에서도 골드를 기록하며 최고 히트작이 되었다. 1980년에 발표한 《Emotional Rescue》는 로큰롤 성향이 짙어진 앨범으로 영국, 미국 차트 1위에 올랐다.
1985년 믹 재거가 솔로 데뷔앨범 《She's The Boss》를 발표하면서 믹 재거와 키스 리처즈 사이에 불화가 생겼다. 그리고 1986년 믹 재거가 팀의 스튜디오 앨범 《Dirty Work》의 홍보 투어를 거부하고 솔로 활동에 매진하면서 1980년대 후반까지 팀 내분이 최고조에 달했다.
1989년에 《Steel Wheels》를 발표했다. 1992년 빌 와이먼이 탈퇴해 현재는 4명의 멤버로 활동하고 있다. 1994년에 《Voodoo Lounge》를 발표하며 투어도 재개했다. 음반은 미국에서 더블 플래티넘을 기록했다. 1997년에 발표한 《Bridges To Babylon》은 곡을 쓰고 앨범을 녹음하는 방식에 변화를 준 앨범으로 긍정적인 평가를 받았다.

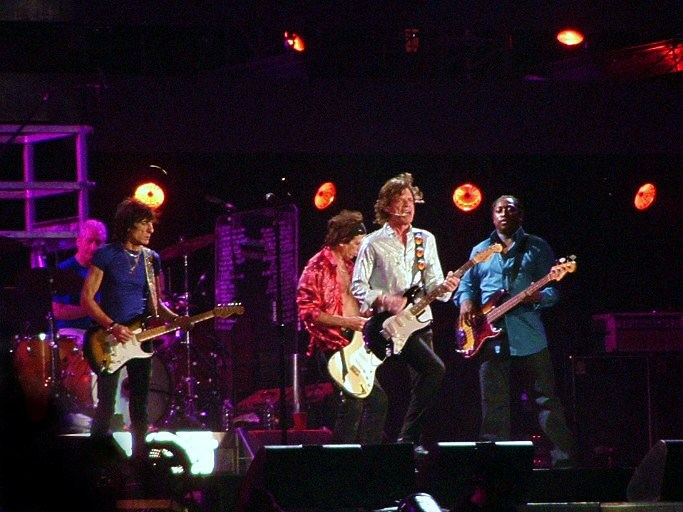
2006년의 롤링 스톤스

데뷔 40주년을 맞은 2002년에 새로운 베스트 앨범 《Forty Licks》를 발표했다. 〈Don't Stop〉, 〈Keys To Your Love〉 등 4개의 신곡을 수록한 앨범은 미국과 영국에서 높은 판매량을 기록했다. 무려 8년만에 발표한 정규 앨범 《A Bigger Bang》(2005)은 블루스 성향이 좀 더 강해진 로큰롤 앨범으로 〈Streets Of Love〉, 〈Rain Fall Down〉 등이 주목을 받았다. 《비거 뱅 투어》 장면들이 담긴 마틴 스코세이지 감독의 다큐멘터리 《샤인 어 라이트》는 2008년 베를린 국제 영화제 개막작으로 선정되었다.
2009년부터 과거 음반을 발매하기 시작했다. 2011년, 그 동안 공개하지 않았던 라이브 음원들을 디지털로 발표하기 시작했다. 2012년에는 결성 50주년을 기념하는 베스트 앨범 《GRRR!》을 발표했다. 2012년 11월 팀 결성 50주년을 기념하는 콘서트를 개최했다. 2016년, 블루스 커버 음반 《Blue & Lonesome》을 발표했다. 에릭 클랩튼이 〈Everybody Knows About My Good Thing〉, 〈I Can’t Quit You Baby〉 2개 트랙에 참여했다.

## 구성원

### 현재 구성원
- 믹 재거(Sir Mick Jagger) - 보컬
- 키스 리처즈(Keith Richards) - 기타
- 로니 우드(Ronnie Wood) - 기타

### 전임 멤버
- 빌 와이먼(Bill Wyman) - 베이스
- 믹 테일러(Mick Taylor) - 기타
- 브라이언 존스(Brian Jones) - 기타
- 이언 스튜어트(Ian Stewart) - 피아노
- 딕 테일러(Dick Taylor) - 베이스
- 콜린 골딩(Colin Golding) - 베이스
- 토니 채프먼(Tony Chapman) - 드럼
- 카를로 리틀(Carlo Little) - 드럼
- 믹 애버리(Mick Avory) - 드럼
- 찰리 와츠(Charlie Watts) - 드럼
- 믹 테일러(Mick Taylor) - 베이스

## 음반 목록
정규 음반
- 《The Rolling Stones》 (1964, UK) / 《England's Newest Hit Makers》 (1964, US)
- 《12 X 5》 (1964, US)
- 《The Rolling Stones No. 2》 (1965, UK) / 《The Rolling Stones, Now!》 (1965, US)
- 《Out of Our Heads》 (1965, UK) / 《Out of Our Heads》 (1965, US)
- 《December's Children (And Everybody's)》 (1965, US)
- 《Aftermath》 (1966, UK) / 《Aftermath》 (1966, US)
- 《Between the Buttons》 (1967, UK) / 《Between the Buttons》 (1967, US)
- 《Their Satanic Majesties Request》 (1967)
- 《Beggars Banquet》 (1968)
- 《Let It Bleed》 (1969)
- 《Sticky Fingers》 (1971)
- 《Exile on Main St.》 (1972)
- 《Goats Head Soup》 (1973)
- 《It's Only Rock 'n Roll》 (1974)
- 《Black and Blue》 (1976)
- 《Some Girls》 (1978)
- 《Emotional Rescue》 (1980)
- 《Tattoo You》 (1981)
- 《Undercover》 (1983)
- 《Dirty Work》 (1986)
- 《Steel Wheels》 (1989)
- 《Voodoo Lounge》 (1994)
- 《Bridges to Babylon》 (1997)
- 《A Bigger Bang》 (2005)
- 《Blue & Lonesome》 (2016)
- 《Hackney Diamonds》 (2023)

## 타가수와의 관계

### 비틀즈
1960년대까지 롤링 스톤스는 비틀즈를 의식한 활동을 했다. 예를 들어 존 레논과 폴 매카트니가 공동 작곡 시스템을 갖추자 믹 재거와 키스 리처드도 이를 흉내내어 재거/리처즈란 시스템을 구축했다. 1966년작 《Aftermath》는 재거와 리처즈가 《Rubber Soul》에 충격 받고 ‘우리도 그렇게 해보자’는 자세로 제작에 임한 것이며, 1967년 사이키델릭 음반 《Their Satanic Majesties Request》은 《Sgt. Pepper's Lonely Hearts Club Band》에 대한 대응 차원에서 황급히 만들어진 것이었다.

### 마룬 5
2011년 발매되어 850만 장 이상의 판매고를 올려 세계에서 가장 많이 팔린 싱글들 목록에 오른 마룬 5의 〈Moves Like Jagger〉의 Jagger는 롤링 스톤스의 보컬 믹 재거를 뜻한다. 롤링 스톤스와 마룬 5는 예전에 함께 투어를 한 적이 있다.